# Stanton (Familienname)
Stanton ist ein englischer Familienname.

## Namensträger
- Alick Stanton (* 1998), salomonischer Fußballspieler
- Andrew Stanton (* 1965), US-amerikanischer Regisseur und Drehbuchautor
- Andy Stanton (* 1973), britischer Kinderbuchautor
- Arabella Stanton (* 2014), britische Schauspielerin
- Benjamin Stanton (1809–1872), US-amerikanischer Politiker und Jurist
- Christine Stanton (* 1959), australische Leichtathletin
- David Stanton (* 1957), irischer Politiker (Fine Gael)
- Drew Stanton (* 1984), US-amerikanischer American-Football-Spieler
- Edwin M. Stanton (1814–1869), US-amerikanischer Politiker
- Elizabeth Cady Stanton (1815–1902), US-amerikanische Frauenrechtlerin
- Eric Stanton (1926–1999), US-amerikanischer Zeichner
- Frederick Perry Stanton (1814–1894), US-amerikanischer Politiker
- Giancarlo Stanton (* 1989), US-amerikanischer Baseballspieler
- Graham Stanton (1940–2009), britischer Theologe
- Greg Stanton (* 1970), US-amerikanischer Politiker, Bürgermeister von Phoenix
- Gregory Stanton (* 1947), US-amerikanischer Anthropologe und Professor
- Greta W. Stanton (1919–2011), US-amerikanische Sozialarbeitswissenschaftlerin
- Harry Dean Stanton (1926–2017), US-amerikanischer Schauspieler
- Henry Brewster Stanton (1805–1887), US-amerikanischer Politiker, Journalist, Rechtsanwalt und Abolitionist
- J. William Stanton (John William Stanton; 1924–2002), US-amerikanischer Politiker
- James V. Stanton (1932–2022), US-amerikanischer Politiker
- Joseph Stanton (1739–1807), US-amerikanischer Politiker
- Karen Stanton (* 1955), US-amerikanische Diplomatin
- Katie Jacobs Stanton (* 1970), US-amerikanische Führungskraft
- Martin Walter Stanton (1897–1977), US-amerikanischer Geistlicher und römisch-katholischer Weihbischof in Newark
- Nancy Stanton (* 1948), US-amerikanische Mathematikerin
- Nikki Stanton (* 1990), US-amerikanische Fußballspielerin
- Paul Stanton (* 1967), US-amerikanischer Eishockeyspieler
- Richard Stanton (* 1962), britischer Autorennfahrer
- Richard H. Stanton (1812–1891), US-amerikanischer Politiker
- Robert Stanton, Pseudonym von Kirby Grant (1911–1985), US-amerikanischer Schauspieler
- Robert Stanton (Schauspieler) (* 1963), US-amerikanischer Schauspieler
- Ryan Stanton (* 1989), kanadischer Eishockeyspieler
- Stephen Stanton (* 1961), US-amerikanischer Synchronsprecher
- Timothy William Stanton (1860–1953), US-amerikanischer Paläontologe
- Walter O. Stanton (1914–2001), US-amerikanischer Audio-Entwickler, Firmengründer und Unternehmer
- Will Stanton (1918–1996), US-amerikanischer Humorist und Schriftsteller
- William Henry Stanton (Politiker, 1790) (1790–1870), britischer Politiker, MP
- William Henry Stanton (Politiker, 1843) (1843–1900), US-amerikanischer Politiker
- Zed S. Stanton (1848–1921), US-amerikanischer Politiker, Anwalt und Richter